# 親密暴力

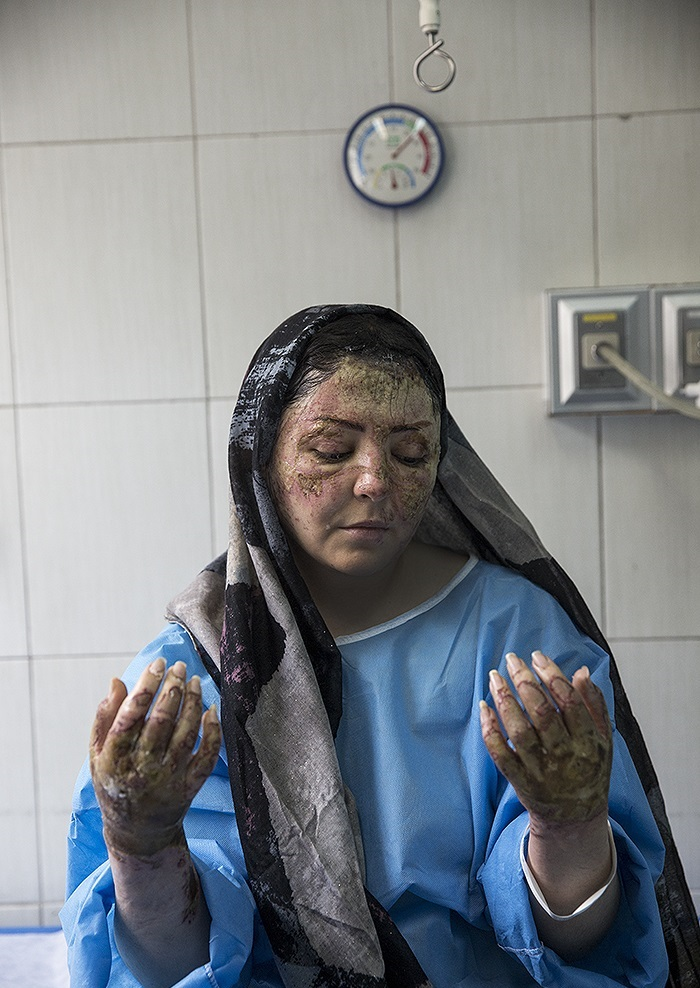
親密暴力受害者

親密伴侣暴力（英語：Intimate partner violence ,IPV）是現任或前任配偶或伴侶針對另一位配偶或伴侶的親密關係中的家庭暴力。親密暴力可以採取多種形式，包括身體、言語、精神、經濟和性虐待。世界衛生組織（WHO）將親密暴力定義為：「……親密關係中的任何行為，包括身體攻擊、性脅迫、精神虐待和控制行為，會對關係中的人造成身體、心理或性傷害。」
这种暴力的最极端形式可以称为殴打、亲密恐怖主义、胁迫控制暴力或简单的脅迫控制，其中一个人是施暴者和控制者。这通常是男性对女性实施的，并且是最有可能需要医疗服务和使用女性庇护所的类型。之后，抵抗親密暴力，这是一种自卫形式，可称为抵抗暴力，通常由女性進行。关于针对男性的家庭暴力的研究表明，男性不太可能报告其女性亲密伴侣所犯下的家庭暴力。
最常见但伤害性较小的亲密暴力形式是伴侶情境暴力，这种情境暴力几乎平等地由伴侶雙方进行，并且更可能发生在年轻伴侶中，以及青少年和大学生。最后一种形式的暴力，即关系中的两个伴侶都参与控制和暴力行为，被称为相互控制暴力。